# Microlensing Observations in Astrophysics

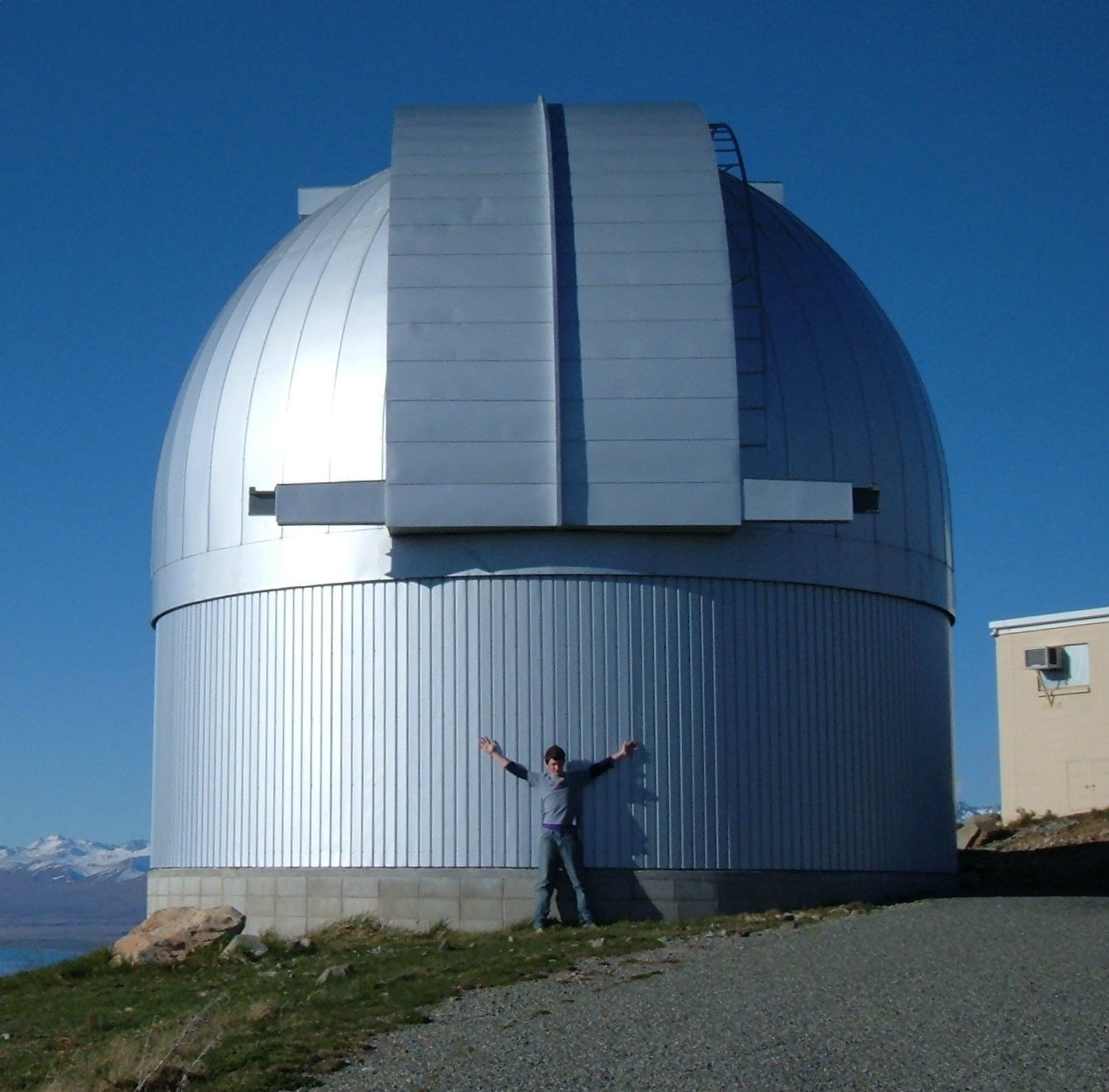
Microlensing Observations in Astrophysics (MOA) купол телескопа на вершине горы Джон

Microlensing Observations in Astrophysics (MOA) является совместным проектом исследователей из Новой Зеландии и Японии под руководством профессора Ясуси Мураки из Нагойского университета. Они используют метод гравитационного микролинзирования для исследования темной материи, а также обнаружения экзопланет и звезд в Южном полушарии звездного неба. Группа уделяет особое внимание событиями гравитационного микролинзирования с большим увеличением (порядка 100 или больше), что позволяет обнаруживать экзопланеты. Участники проекта работают с группами из Австралии, Соединенных Штатов и других стран. Наблюдения проводятся в университетской обсерваторией Маунт Джон с помощью 1,8-метрового телескопа, построенного специально для этого проекта.

## MOA некоторые детали телескопа

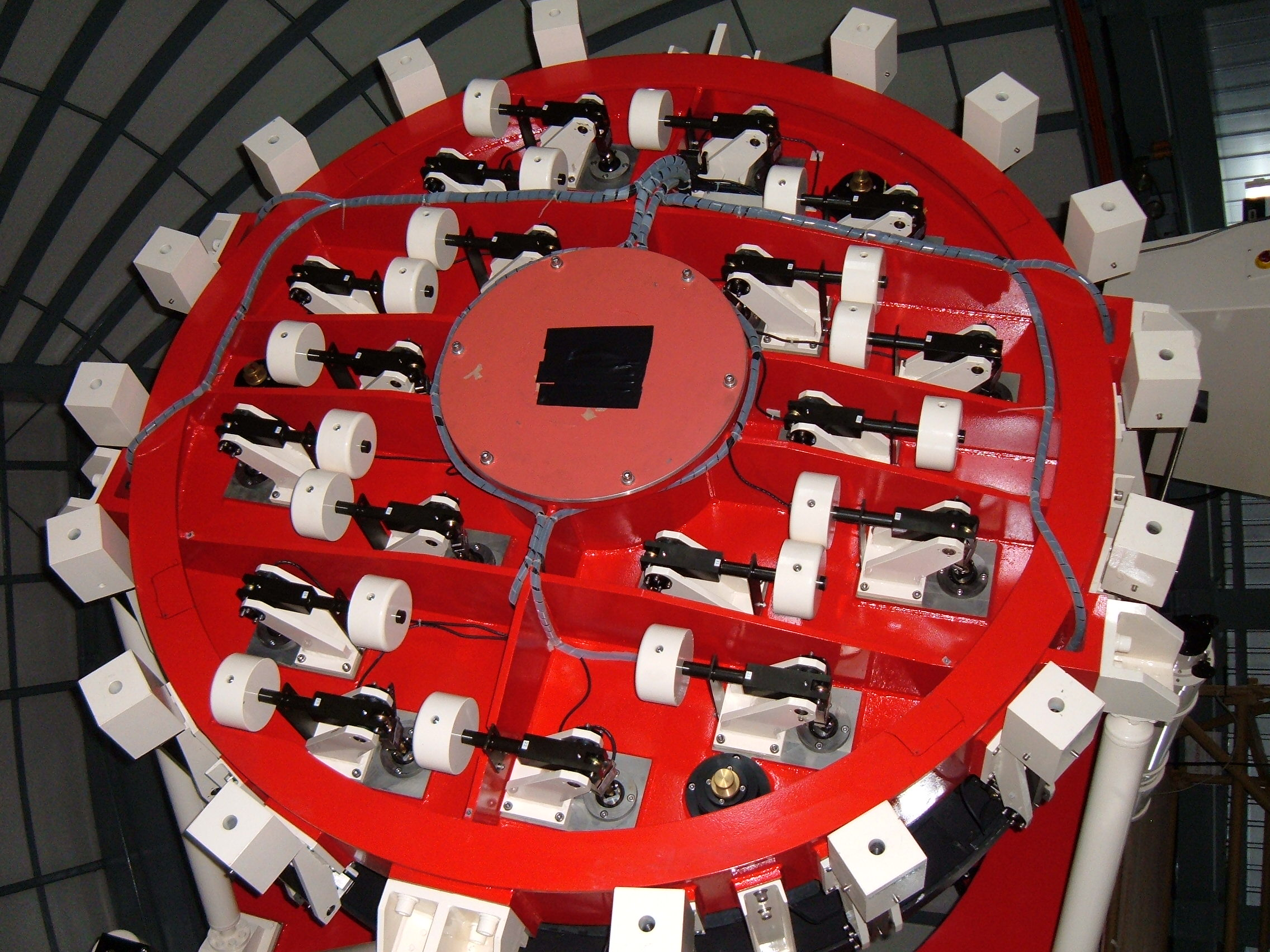
Underside of main mirror
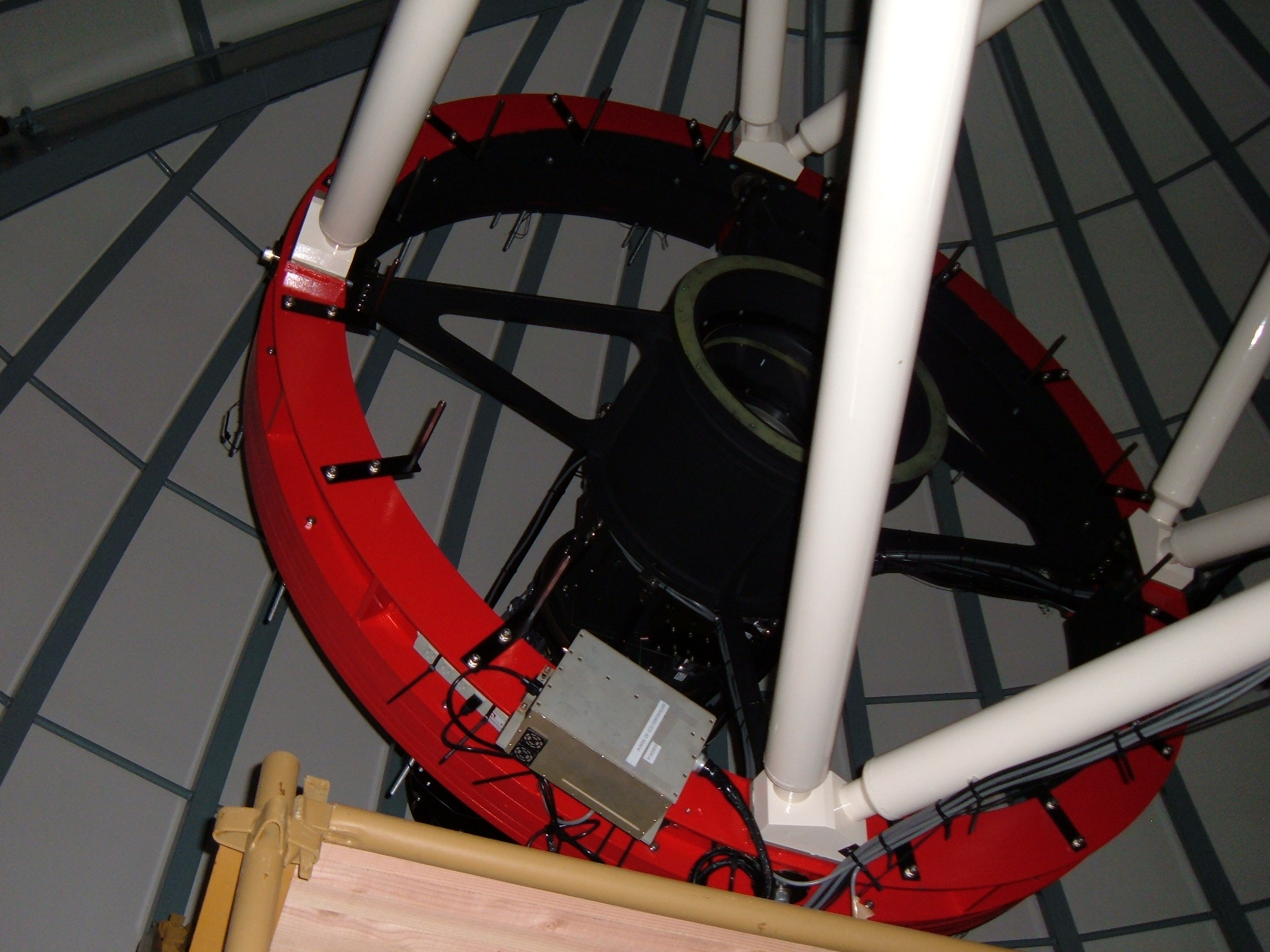
Camera assembly
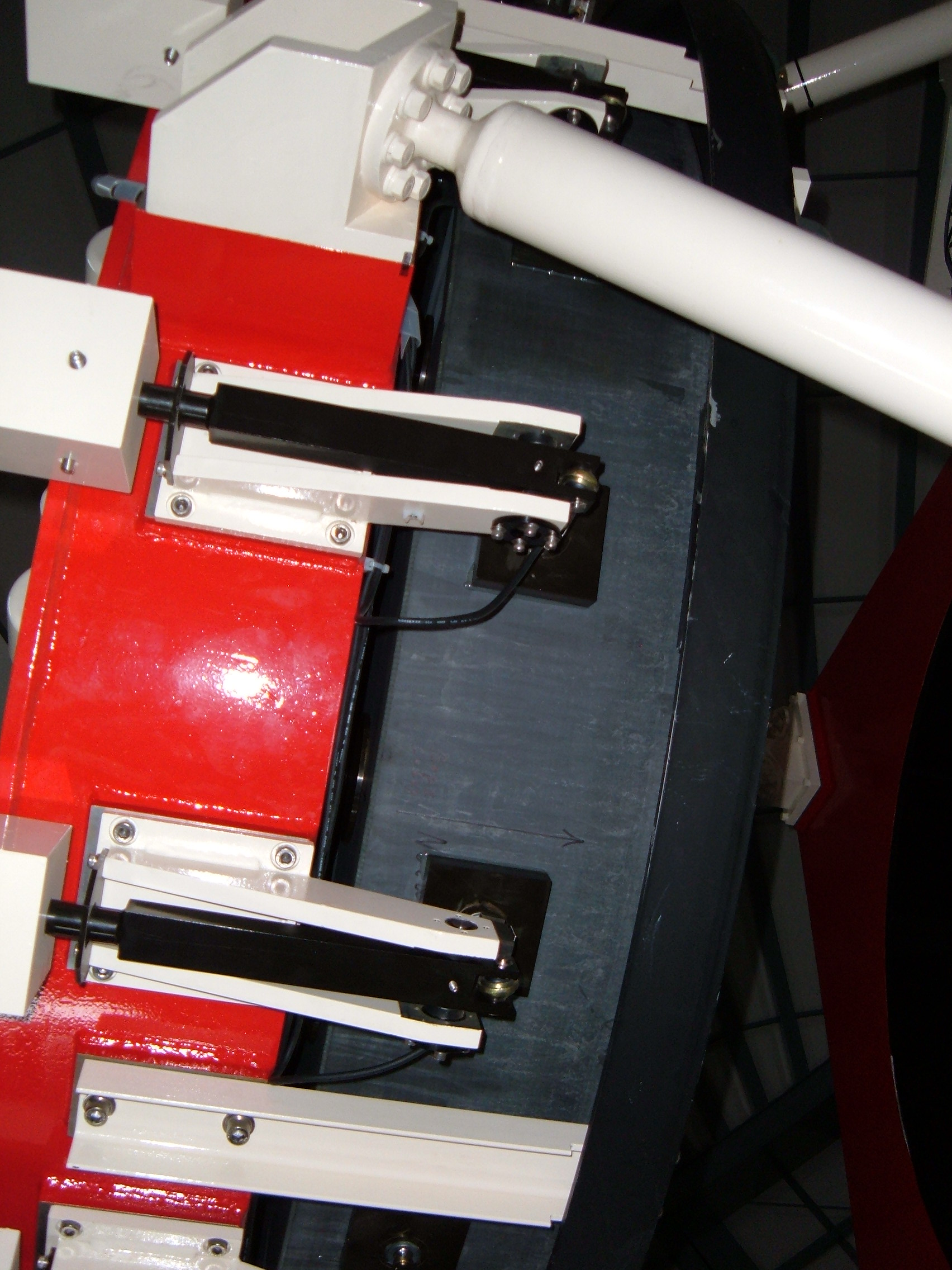
Main mirror, side view

## Открытые экзопланеты
Следующие планет открыты в рамках проекта, одна из которых открыта совместно с другими исследователями.